# Pleasant Hill (Louisiana)
Pleasant Hill is een plaats (village) in de Amerikaanse staat Louisiana, en valt bestuurlijk gezien onder Sabine Parish.

## Demografie
Bij de volkstelling in 2000 werd het aantal inwoners vastgesteld op 786.
In 2006 is het aantal inwoners door het United States Census Bureau geschat op 722, een daling van 64 (-8,1%).

## Geografie
Volgens het United States Census Bureau beslaat de plaats een oppervlakte van
4,0 km², geheel bestaande uit land. Pleasant Hill ligt op ongeveer 87 m boven zeeniveau.

## Plaatsen in de nabije omgeving
De onderstaande figuur toont nabijgelegen plaatsen in een straal van 28 km rond Pleasant Hill.